# Léonard
Léonard és una sèrie de còmics humorístics basada en un inventor que vivia a la ciutat italiana de Vinci a finals del segle xv i a principis del segle XVI. La sèrie és accessible a un públic ampli. El seu humor es basa principalment en jocs de paraules, anacronismes i el burlesc.

## Argument
Léonard està ambientada a principis del Renaixement (amb alguns aspectes del segle XX incorporats). Léonard és el nom d'un inventor i autoproclamat geni que viu en un poble petit on se li ocorren tot tipus d'invents. La majoria d'ells es basen en èxits recents de la vida real, com la televisió, l'extintor, el cotxe i l'avió. També ha fet invents més fantàstics com màquines del temps i robots.
Léonard compta amb l'ajuda de Basile, el seu assistent, al qual anomena disciple, mentre que Basile l'anomena mestre. Basile mostra, i no sense una bona causa, poc del respecte que Léonard voldria que li dispensés i la seva relació és més d'obrer i empresari en disputa que no pas d'alumne i mentor, atesa l'arrogància i l'ego sobredimensionat del mestre.
De fet, lluny d'ensenyar al seu deixeble els camins de la ciència, Léonard el veu com un conillet d'índies convenient per als seus invents que gairebé sempre surten malament. Tot i així, Léonard espera que el seu deixeble estigui entusiasmat amb els seus invents, i aquest sovint repeteix irònicament el seu lema je sers la science et c'est ma joie («Servo la ciència i és la meva alegria»).
La història més comuna és que Léonard té la idea d'un invent. A continuació, procedeix a despertar el seu deixeble que s'ha adormit tard amb diversos mitjans que van des d'altaveus fins a explosius. Després d'haver patit ferides semblants, el deixeble de mala gana ajuda a construir i provar la darrera idea de Léonard. Això invariablement provoca més danys al seu cos i ànima, però la manca de cooperació farà que sigui el receptor de l'enclusa o trabuc de Léonard que aquest manté convenientment amagat a la barba. La història sovint acaba amb el deixeble cobert de blaus i embenats i fins i tot ha d'anar a l'hospital.

## Léonard i l'autèntic Leonardo da Vinci
Mai no s'explica clarament si Léonard i l'autèntic Leonardo da Vinci són el mateix personatge. En qualsevol cas, el dissenyador, Turk, afirma que va posar una mica de realisme en aquesta sèrie «totalment surrealista» què és Léonard, i quan Basile o Léonard manegen qualsevol eina, la fan servir correctament.
No obstant això, molts elements donen suport a aquesta teoria, en particular el fet que el cognom de Léonard és «Da Vinci», i que Léonard indica tenir 5 anys el 1457, situant el seu any de naixement el 1452, igual que Leonardo da Vinci. A més, la Mona Lisa apareix en un àlbum, té una minyona anomenada Mathurine, com l'autèntica criada francesa de Leonardo da Vinci, i també adopta un infant, com el veritable Leonardo.